# Mandró (arma)

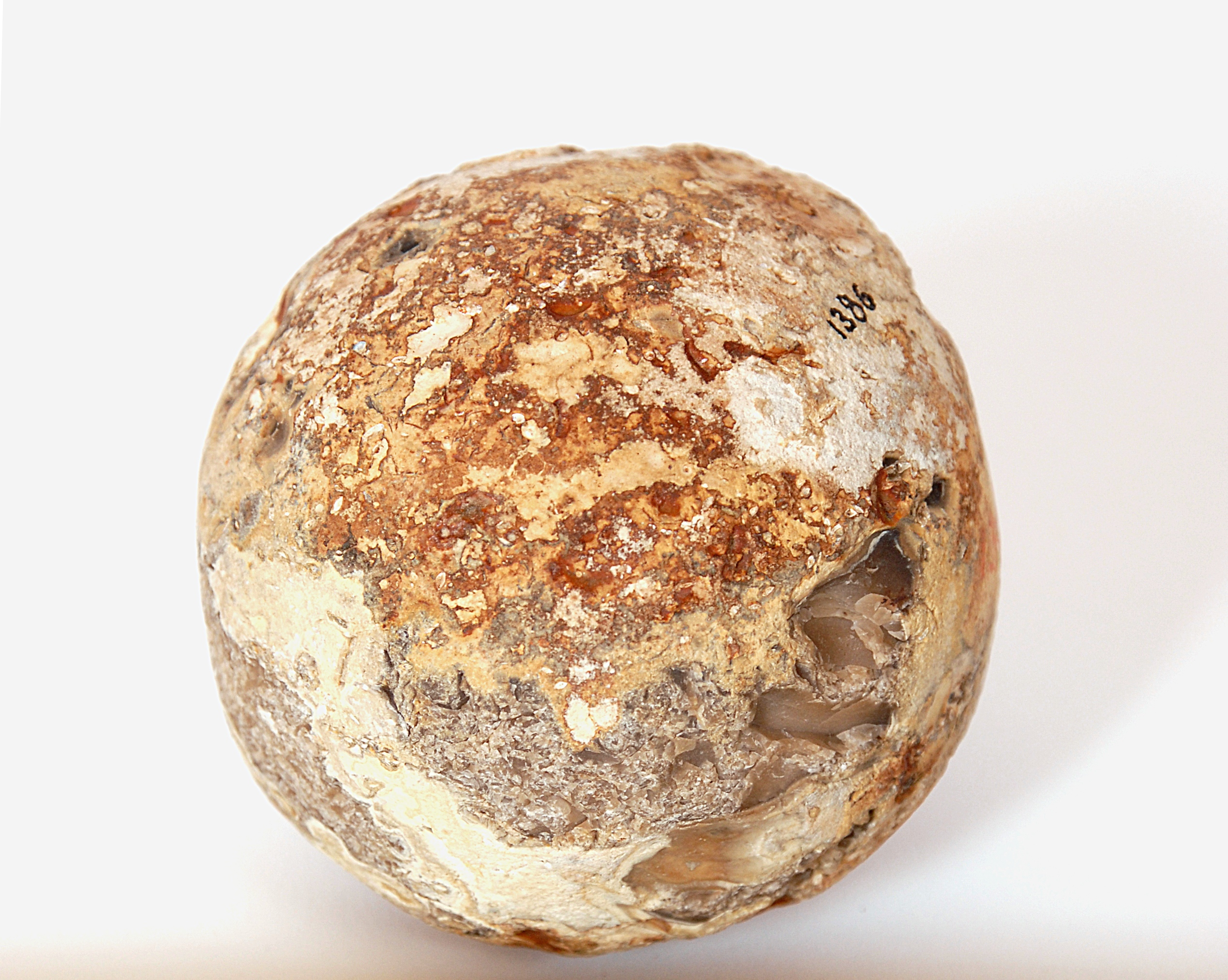
Bola de pedra aproximadament rodona, emprada com a projectil de mandró que es troba a la Biblioteca Museu Víctor Balaguer. Datada a la Dinastia XVIII i probablement relacionada amb els pobles Blemis d'Etiòpia.

Un mandró era una arma individual de projectil de propulsió muscular que consistia en una fona fermada al cap d'un bastó amb una trena de cànem, de lli, de pell o d'un altre material flexible i fort. Per al llançament del projectil, posat al cap de la fona, hom subjectava amb les dues mans el bastó per l'extrem contrari de la fona i el feia voltar com a perllongament del braç, amb el resultat de la multiplicació de l'impuls del projectil.

## Història

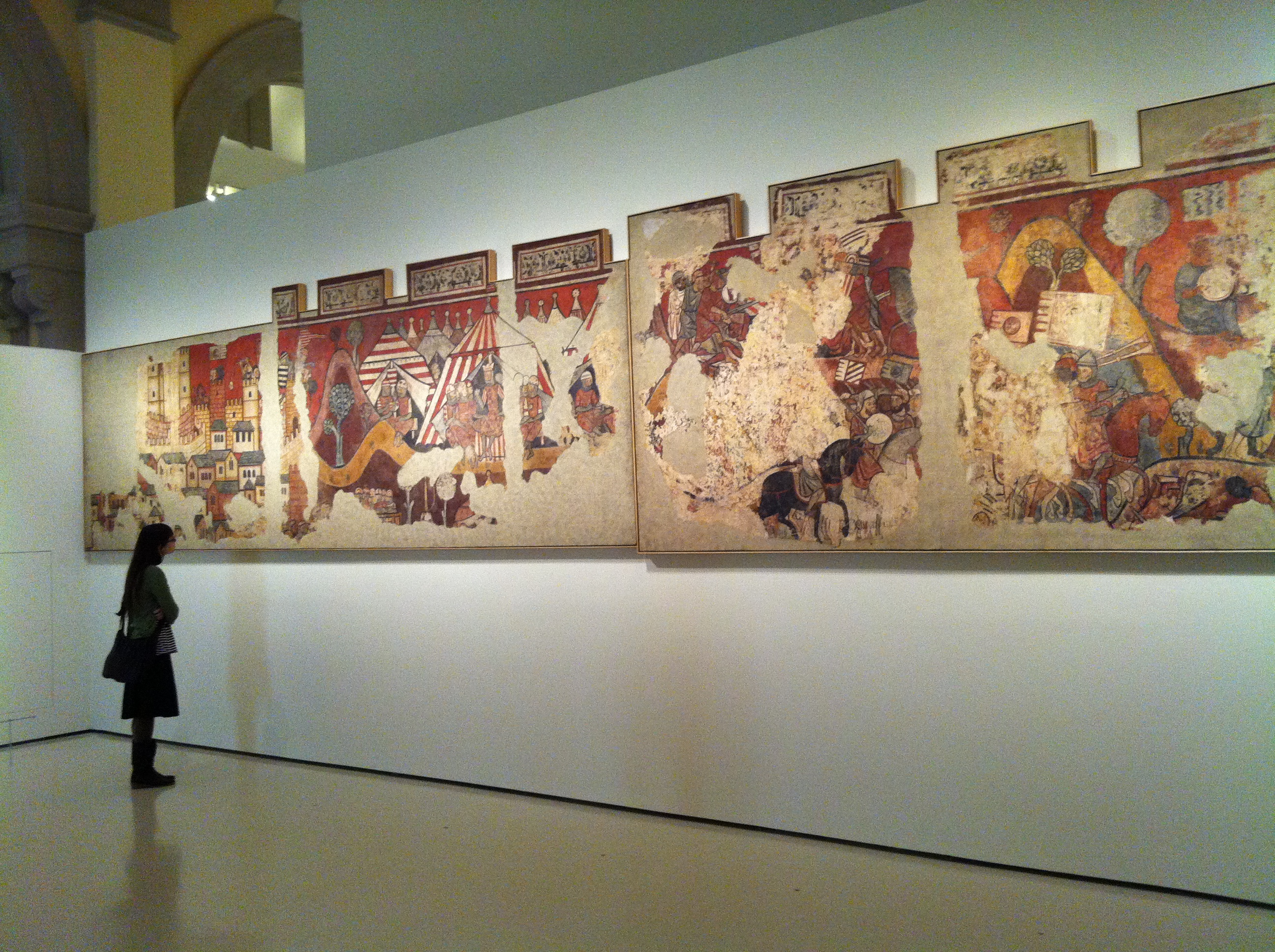
Mural de la conquesta de Mallorca actualment exposat al MNAC.

Era una arma emprada ja per les legions romanes, com es pot veure pel testimoni de Flavi Vegeci Renat.
A la baixa edat mitjana, se'n mantingué l'ús. Es pot veure un mandró pintat en mans d'un sarraí mallorquí dalt d'una torre, al fresc de la Conquesta de Mallorca del Palau Aguilar (s.XIII) (Museu Nacional d'Art de Catalunya); és documentat a Mallorca el 1343, en un document on hom mana construir-ne per al castell de Bellver i es troba esmentat, a la darreria del s. XIV, al Dotzè del Crestià (c.274), de Francesc Eiximenis i a la versió catalana medieval de l'obra esmentada de Flavi Vegeci feta per Jaume Català, el qual l'hi compara amb la brigola.